# Charles Pratt (wioślarz)
Charles Edward "Ned" Pratt (ur. 15 lipca 1911 w Bostonie, zm. 24 lutego 1996 w Vancouver) – kanadyjski wioślarz, brązowy medalista olimpijski.
Wystąpił na igrzyskach olimpijskich w Los Angeles w 1932, gdzie razem z Noëlem de Mille'em zdobył brązowy medal w dwójce podwójnej. W wyścigu finałowym walkę o srebrny medal rozegrali z osadą niemiecką o 4,8 sekundy. Był to jego jedyny start olimpijski.
Studiował architekturę na Uniwersytecie Kolumbii Brytyjskiej i University of Toronto, pracował głównie w Vancouver. W trakcie II wojny światowej służył w Royal Air Force.
Pratt zginął w lutym 1996 wskutek obrażeń odniesionych w wypadku samochodowym.